# Kiskereskedelem
A kiskereskedelem a kereskedelem körébe tartozó gazdasági tevékenység, amelynek célja a termékek és szolgáltatások fogyasztók felé történő közvetlen eladásával elsősorban a lakosság ellátásának biztosítása.

„A termék értékesítési útját kijelölő kereskedők különféle funkciókkal és minőségben, az értékesítés kockázatainak és pénzügyi terheinek eltérő mértékű vállalásával, a disztribúció más-más szintjén, a termelő vagy a fogyasztó megbízásából, illetve tőlük lényegében függetlenül vesznek részt az értékesítési folyamatban.”

A kiskereskedelem vagy elkülönül a nagykereskedelemtől vagy együtt jelentkezik egyazon kereskedő (cég) tevékenységén belül (demigrosz kereskedelem).

## Funkciói
A kiskereskedelem a fogyasztók közvetlen kiszolgálására létrejött kereskedelmi egységek tevékenységeinek összessége.
- a fogyasztók igényeinek megfelelő áruválaszték és tételnagyság kialakítása,
- a folyamatos ellátás biztosítására készletezés,
- az értékesítés elősegítése (pl. reklámokkal, akciókkal, szolgáltatásokkal, hitelekkel stb.)[2]

## Egyéb csoportosítások
A kiskereskedelem üzlethálózat útján avagy bolti kereteken kívül (csomagküldő szolgálat stb.) nyújtja szolgáltatásait. A kiskereskedelem formái sokfélék, mint pl.
- áruház - önkiszolgáló, viszonylag nagy méret, számos termékcsoport,
- diszkontáruház illetve diszkontszaküzlet- korlátozott szolgáltatások, de alacsonyabb árak,
- "kemény diszkontáruház" - a diszkontáruházak egy válfaja, szűkebb választék az alacsonyabb árak mellett,
- csomagküldőház - termékminta vagy katalógus alapján, postai úton értékesítenek,
- üzletlánc  (vagy áruházlánc) olyan, több egységből álló kiskereskedelmi hálózatot jelent, amelyet  vagy azonos vállalat (vállalatcsoport) üzemeltet vagy franchise szerződés teszi lehetővé illetve kötelezővé az azonos vagy hasonló arculatot.
- szupermarket - széles körű élelmiszer- és háztartási áruk választékával bír, nagy mérete miatt alacsony árakat tud biztosítani,
- hipermarket - legalább 10 000 m2-t meghaladó értékesítési térrel bíró üzletek, az élelmiszer mellett más termékcsoportokat is forgalmaznak,
- bevásárlóközpont - nagy alapterületű, akár többszintes épületkomplexum, amely a család vásárlási és szórakozási szokásait szándékozik kielégíteni, autóval könnyen megközelíthető,
- szaküzlet - egy adott termékcsoporton belül nagyobb termékválaszték, jól képzett eladószemélyzettel,
- közvetlen értékesítés - a továbbítás nagykereskedők helyett viszonteladókon keresztül történik, nem bolti környezetben,
- e-kereskedelem és webáruházak - internet útján történő értékesítés.